# 스폴레토
스폴레토(이탈리아어: Spoleto, 라틴어: Spoletium 스폴레티움[*])는 이탈리아 움브리아주 동부 지역에 위치한 페루자도의 코무네다. 아펜니노산맥의 작은 언덕 위에 위치한 오래된 도시이며 트레비에서 남쪽으로 20km, 테르니에서 북쪽으로 29km, 페루자 남동쪽에서 63km, 피렌체에서 남서쪽으로 212km, 로마에서는 북쪽으로 126km 거리에 있다.

## 역사
넓고 큰 계곡에 위치하고 있는데다 산맥에 둘러싸여 있어 지리학적으로 중요한 요새였다. 움브리아 족에게는 주요한 요지였던 것으로 추정되며 기원전 5세기에 정착지를 나타내는 벽이 지어져 지금까지도 일부를 확인할 수 있다.
처음으로 기술된 스폴레토는 기원전 241년 설치된 식민지에 관한 것이었다. 기원전 217년 경 한니발의 공격을 받았다. 2차 포에니 전쟁 동안 로마를 지원하던 동맹지역으로 중요한 역할을 했으며 가이우스 마리우스와 루키우스 코르넬리우스 술라 간에 벌어졌던 전쟁 사이에서 고통 받았다.
로마 제국하에서 다시 융성해졌지만 역사적으로는 잘 등장하지 않는다. 아이밀리아누스는 황제로 등극하겠다고 선언한 뒤 그의 부하들과 로마로 돌아가던 중 이곳(당시 스폴레티움)에서 살해당했다. 이외에도 콘스탄티누스 1세가 쓴 칙서와 율리아누스의 것도 발견됐다.
롬바르드족 지배하에 당대 스폴레토 공국령이 됐으며, 이탈리아 중부 지방을 널리 다스렸다. 774년에 프랑크 왕국의 일부가 되었다. 그리고 강력한 토스카나의 마틸데 백작부인에 의해서, 교황 그레고리오 7세의 봉토가 됐지만, 가끔식은 독립 상태를 유지하는데 어려움을 겪었다. 1155년 프리드리히 1세에 의해 파괴당했다. 1213년 교황 그레고리오 9세가 통치했다. 아비뇽 유수 기간에는 1354년에 알보르노스 추기경이 스폴레토를 교황령의 지위하로 데려오기까지 구엘프와 기벨린 사이에서 어려움을 겪었다.
나폴레옹이 이탈리아를 정복한 이후인, 1809년에 잠시간 트라시맹 주의 주도가 되었으며, 나폴레옹 패배이후 교황청으로 5년 만에 반환됐다. 1860년 이탈리아 통일군에 복속했다.

## 자매 도시
- 미국 찰스턴
- 독일 슈베칭겐
- 페루 카하마르카
- 프랑스 오랑주
- 몬테네그로 체티네